# Guillermo Trujillo
Guillermo Trujillo  (1927, Provincia de Chiriquí, 1927 - Panamá, 22 de enero de 2018) fue un artista visual panameño. Junto a Alfredo Sinclair y Roberto Lewis, Trujillo integra la trilogía de los maestros de la pintura panameña.

## Biografía
Nació en Horconcitos, provincia de Chiriquí. Estudió en la capital panameña y en 1950 obtuvo una beca del Instituto de Cultura Hispánica para perfeccionarse en la Academia de San Fernando de Madrid. Regresó al país donde obtuvo su diploma de arquitecto en 1953. En 1954 vuelve a Madrid para estudiar en la Escuela de Cerámica de la Moncloa. Se hospeda en el Colegio Mayor de Guadalupe donde vivirá hasta 1958, año en el regresa a establecerse en Panamá.
En 1959 recibe mención en la Biennial de São Paulo y ha sido merecedor de importantes premios. La lista de exposiciones individuales y colectivas de Trujillo es extensa, quizá la más importante fue en el Palacio Nacional de Bellas Artes en México (1974), pero destacan otras en Francia, Alemania, España y Estados Unidos. En el año 2001 realizó una retrospectiva en el Museum of Latin American Art de Los Ángeles y en el 2007 en el Boca Ratón Museum of Art.
Ha recibido numerosos premios y honores incluyendo la condecoración Chevalier des Arts et des Lettres de Francia y el Premio Honor al Arte del Museo de Arte Contemporáneo en Panamá. 
Trujillo incorpora elementos del arte nativo en hieráticas figuras gracias a su particular universo artístico. Su obra incluye sátira política y la relación del hombre con la naturaleza. En el catálogo a su exposición Paisaje verticales, el Dr. Orlando Hernández Ying hace un detallado análisis en el que destaca: "los totémicos perfiles, inspirados en los nuchus (espíritus benevolentes que residen en pequeñas tallas usadas en rituales curativos guna) cobran más protagonismo en esta serie de lienzos', estas figuras dejan de ser una referencia a la cosmovisión indígena y se convierten en elemento clave de la composición. ‘Trujillo compone directamente sobre el canvas guiado por un subconsciente que guía de manera casi instintiva el sofisticado balance de sus obras".
Casado en 1968 con Janine Laneyrie, su hija es la celebrada artista visual Isabel de Obaldía nacida en 1957.